# Форшхага (община)
Община Форшхага (на шведски: Forshaga kommun) е разположена в лен Вермланд, западна централна Швеция с обща площ 399 km2 и население 11 292 души (към 31 декември 2013). Административен център на община Форшхага е едноименния град Форшхага.